# Incontro d'amore a Bali
Pour plus de détails, voir Fiche technique et Distribution.
Incontro d’amore a Bali (titre original : Incontro d'amore, littéralement Rencontre d’amour) est un film germano-italien réalisé par Ugo Liberatore et Paolo Heusch, sorti en 1970.

## Synopsis
La femme (Laura Antonelli) d'un photographe en vacances à Bali tombe sous le charme d'une énigmatique jeune beauté locale adepte d'un rite mystérieux de mort mystique.

## Fiche technique
- Réalisation : Ugo Liberatore, Paolo Heusch
- Scénario : Fulvio Gicca Palli, Pier Giuseppe Murgia, Ottavio Alessi
- Production : Eliseo Boschi, Luggi Waldleitner
- Musique : Giorgio Gaslini
- Montage : Giancarlo Capelli, Lisbeth Neumann
- Décors : Giuseppe Aldrovanti
- Costumes : Marilu Carteny, Andrea Crisanti, Gianni Scolari
- Maquillage : Dante Trani
- Pays d'origine :  Italie |  Allemagne de l'Ouest
- Genre : film fantastique
- Durée : 90 minutes
- Dates de sortie : 
  - Italie : 29 décembre 1970

## Distribution
- John Steiner : Glenn
- Laura Antonelli : Daria
- Umberto Orsini : Carlo
- Petra Pauly : Brigitte
- Johannes Schaaf : Bradford
- Ettore Manni : le commissaire de police
- Lydiawati
- Tienpeka Blanco
- Mila Kamilki
- Fifi Young
- Carla Mancini
- Renato Spera
- Ilona Staller

## À noter
Le film est d'abord sorti début 1971 sous le nom de Bali. Comme il ne rencontra pas un grand succès, le film fut repris. Des scènes dirigées par Ugo Liberatore furent remplacées par de nouvelles scènes réalisées par Paolo Heusch et filmées par l'opérateur Roberto d’Ettore Piazzolli. Le film est à l'affiche à nouveau, sous le titre d’Incontro d'amore puis d'Incontro d'amore a Bali en 1975.
La magie noire qui transparait met le film dans le domaine du fantastique. Ilona Staller qui sera connue, plus tard, sous le nom de La Cicciolina apparait dans la version « améliorée ».